# Hampus Dargren
Hampus Dargren, född 6 oktober 1989, är en svensk innebandyspelare som till vardags spelar för FC Helsingborg. Dargren har tidigare spelat i Hässelby SK IBK, Visby IBK, Mullsjö AIS, Duvbo IK och Linköping IBK. 
Hampus Dargren berättade 2016 för hälsobloggen på Treated.com Sverige att han är vegan. 